# Oxeklevs naturreservat
Oxeklevs naturreservat är ett naturreservat i Vänersborgs kommun i Västra Götalands län.
Området är naturskyddat sedan 2015 och är 46 hektar stort. Reservatet omfattar höjder, våtmarker och tjärnen Stutesjön. Reservatet består av barrskogar, sumpskogar, ek på branter, bergsryggar med  gamla tallar och raviner med gammal barrblandskog. 